# Ulises Estrella
Ulises Estrella Moya (4 de julio de 1939 - 27 de diciembre de 2014) fue un poeta ecuatoriano cofundador de Tzantzismo, un movimiento literario de la década de 1960, en Ecuador. También fue un estudioso de la historia del cine y  dirigió la Cinemateca de la Casa de la Cultura Ecuatoriana durante más de 30 años. Ahora llamada la Cinemateca Nacional Ulises Estrella.

## Biografía
Sus padres eran Nicolás Estrella Maldonado de Tabacundo y Laura Moya Sánchez de Latacunga.
En el comienzo de 1963 Estrella se reunió con la educadora Regina Katz. Juntos viajaron a Panamá, y más tarde a San José, Costa Rica, donde fue profesor de un curso de poesía durante tres meses para los niños del Conservatorio Castella. También fueron a Nicaragua, Honduras, Guatemala, y finalmente a México, ya que en Argentina Regina Katz  había ganado una beca para estudiar danza en el Instituto Nacional de Bellas Artes. En México, escribió para la revista de poesía "El Corno Emplumado", y fue un crítico literario en los periódicos "Ovaciones" y "Excelsior". A continuación, se trasladó a Nueva York durante 9 meses, donde pasó una gran cantidad de tiempo viendo películas de directores neorrealistas italianos como Federico Fellini, Luchino Visconti, Michelangelo Antonioni, que despertó su interés por el cine. Luego se trasladó a Colombia, donde estableció contacto con el grupo literario Nadaistas y su fundador  Gonzalo Arango. A mediados de 1964 Ulises Estrella regresó a Quito.
En 1965 viajó a Trujillo, y luego a Lima, y vivió en el Cuzco durante 2 meses entre poetas y pintores, en la organización de recitales de poesía y conferencias. En 1966 se trasladó a Buenos Aires, donde estudió Arte y Ensayo Fílmicos. También se reunió con Regina Katz uien  estaba de regreso en Argentina. En 1966, él y Regina regresaron a Quito donde presidió la Asociación de Jóvenes Artistas y Escritores.
En 1967 representó a Ecuador en la Conferencia Internacional de Poetas celebrado en La Habana, La Habana, llamado "Encuentro con Rubén Darío". En 1969-1970 fue profesor de un Curso de Historia del Arte en La Habana, y otro curso de Estética en la Escuela Nacional de Arte de Cuba. Ese año publicó una obra de teatro llamada "Apenas de este mundo", que era dialéctica, popular y política. Entre 1971-1979, fundó el Departamento  de Cine de la Universidad Central del Ecuador, también enseñó periodismo Cine y Teoría de la Imagen en la Facultad de Ciencias de la Información en la Universidad Central.
Entre 1974-1984 dirigió el periódico "Prensa Obrera" de la Federación de Trabajadores de Pichincha. En 1975 fue elegido vicepresidente de la Federación de Empleados y Trabajadores de la Universidad Central, y el Secretario Permanente de la Federación Nacional de Empleados y Trabajadores del Ecuador (CTE).

## Tzantzismo
En 1962, Estrella junto con el poeta argentino Leandro Katz produjo la primera plaqueta de poesía titulada "Clamor", serie a las que se sumaron los miembros originales del grupo Tzántzicos, Marcos Muñoz, Simón Corral y Leandro Katz. Estas plaquetas impresas en papel secante rojo y dobladas cada una en configuraciones geométricas diferentes fueron publicadas por la prensa editorial de la Universidad Central del Ecuador, y marcaron el nacimiento del Tzantzismo. Sus miembros, llamados Tzántzicos, llevaban cabelleras largas, vestían con aspectos bohemios, y comenzaron a reunirse en la casa de la pintora Eliza Aliz (nombre de nacimiento Elizabeth Rumazo) y su esposo el pintor cubano René Aliz, quienes les dieron la frecuente bienvenida en su hogar. Allí comenzaron a planear lecturas de poemas en presentaciones dramatizadas y el 26 de abril de 1962, luego de un período de ensayos, los cuatro poetas Tzántzicos del grupo inaugural Marco Muños, Ulises Estrella, Leandro Katz y Simón Corral presentaron el original y ahora mitológico espectáculo de poesía  “Cuatro gritos en la oscuridad” en el Auditorio Benjamín Carrión de la Casa de la Cultura de Quito, el cual creó un clima de rebeldía e irreverencia hacia las formas literarias que dominaban la cultura nacional. Contaron con el apoyo y el estímulo de escritores importantes como Jorge Enrique Adoum y pintores como Osvaldo Viteri, y con la inclusión de nuevos miembros y voces de poetas y escritores de vanguardia. Con la ayuda del poeta Euler Granda Iniciaron un programa radial de lectura de poemas corales y breves obras radioteatrales llamado "Ojo del pozo" cuyas grabaciones aún perduran. Más tarde, los Tzántzicos se reunirían los viernes por la noche en el Café Águila de Oro, que renombraron "77 Café", para discutir sobre poesía, política y otros temas culturales. El primer manifiesto Tzántzico fue firmado el 27 de agosto de 1962 por Marco Muñoz, Alfonso Murriagui, Simón Corral, Teodoro Murillo, Euler Granda y Ulises Estrella.

## Filmes
Entre 1967 y 1970 fue el director fundador del Cine Club Universitario. También enseñó literatura en la Escuela de Teatro de la Casa de la Cultura Ecuatoriana, y el Centro de Arte Favio Paccioni en la Universidad Central del Ecuador.
En 1976 produjo la película en blanco y negro "Fuera de Aquí" con el grupo Kaman de Bolivia, dirigida por Jorge Sanjinés. La película recibió un premio en el Festival de Tashken, en la República de Uzbekistán, en la Unión Soviética. Luego, en 1980 se unió de nuevo a la Casa de la Cultura Ecuatoriana y fundó su sección de Cine y Cinemateca Nacional. También produjo un documental titulado "Cartas al Ecuador", basada en un libro de Benjamín Carrión.
Con la ayuda de la UNESCO fue capaz de llevar a cabo un proyecto denominado Rescate y Salvamento de imágenes en movimiento ecuatorianas. Entre el material recuperado hay 95 películas ecuatorianas con un total de 42 horas y veinte minutos de película en 9,5 mm, que fue transferido a 35 mm gracias a la colaboración de la Cinemateca Brasileña, para evitar su destrucción. La mayoría de las películas eran documentales y el resto de ficción. Algunas fueron filmadas entre 1929-1959, y la mayoría después de 1960.
En 1990 fue elegido Presidente de la Asociación de Empleados y Obreros de la Casa de la Cultura Ecuatoriana, y comenzó a escribir crítica de cine para el periódico Hoy. Estrella fue el jefe del Cine Club Cultural (1964), Universidad (1967-1970) y de la ciudad de Quito, (1979). Él creó el Departamento de Cine de la Universidad Central (1971), la Cinemateca (1982), que se centra en tres aspectos; archivo, difusión y educación, y que ahora lleva el nombre de la Cinemateca Nacional del Ecuador Ulises Estrella.

## Vida privada
En 1963 Ulises Estrella conoció a Regina Katz. En 1969 tuvieron una hija llamada Isadora Estrella Katz. Desde 1980 hasta 1984 vivió con la directora de cine Mónica Vásquez Baquero. Falleció el 27 de diciembre de 2014.

## Libros poéticos
- Clamor (1962) y serie conjunta de poemarios de Simón Corral, Leandro  Katz y Marco Muñoz
- Ombligo del Mundo (1966)
- Apenas de este mundo (1967)
- Convulsionario (1974)
- Aguja que rompe el tiempo (1980)
- Fuera del Juego (1983) ganador del Premio Jorge Carrera Andrade, Quito
- Sesenta Poemas (1984)
- Interiores (1986)
- Cuando el sol se mira de frente (1989)
- Fábula del soplador y la bella (1995)
- La mujer solar (1999)